# Aphnaeus concanus
Aphnaeus concanus är en fjärilsart som beskrevs av Moore 1884. Aphnaeus concanus ingår i släktet Aphnaeus och familjen juvelvingar. Inga underarter finns listade i Catalogue of Life.